# Hôtel Bacot de Romand
L'hôtel Bacot de Romand est un hôtel particulier situé à Tours dans le Vieux-Tours.

## Localisation
L'hôtel est situé aux 39 et 41 rue Émile-Zola, à Tours.

## Historique
L'hôtel est construit au XVIIe siècle, les deux ailes et les communs au XVIIIe siècle.
L'hôtel a été la propriété de la famille Bacot. Par héritage, il passe à la famille Guyon de Montlivault.
Le monument fait l’objet d’une inscription au titre des monuments historiques depuis le 27 juin 1946.

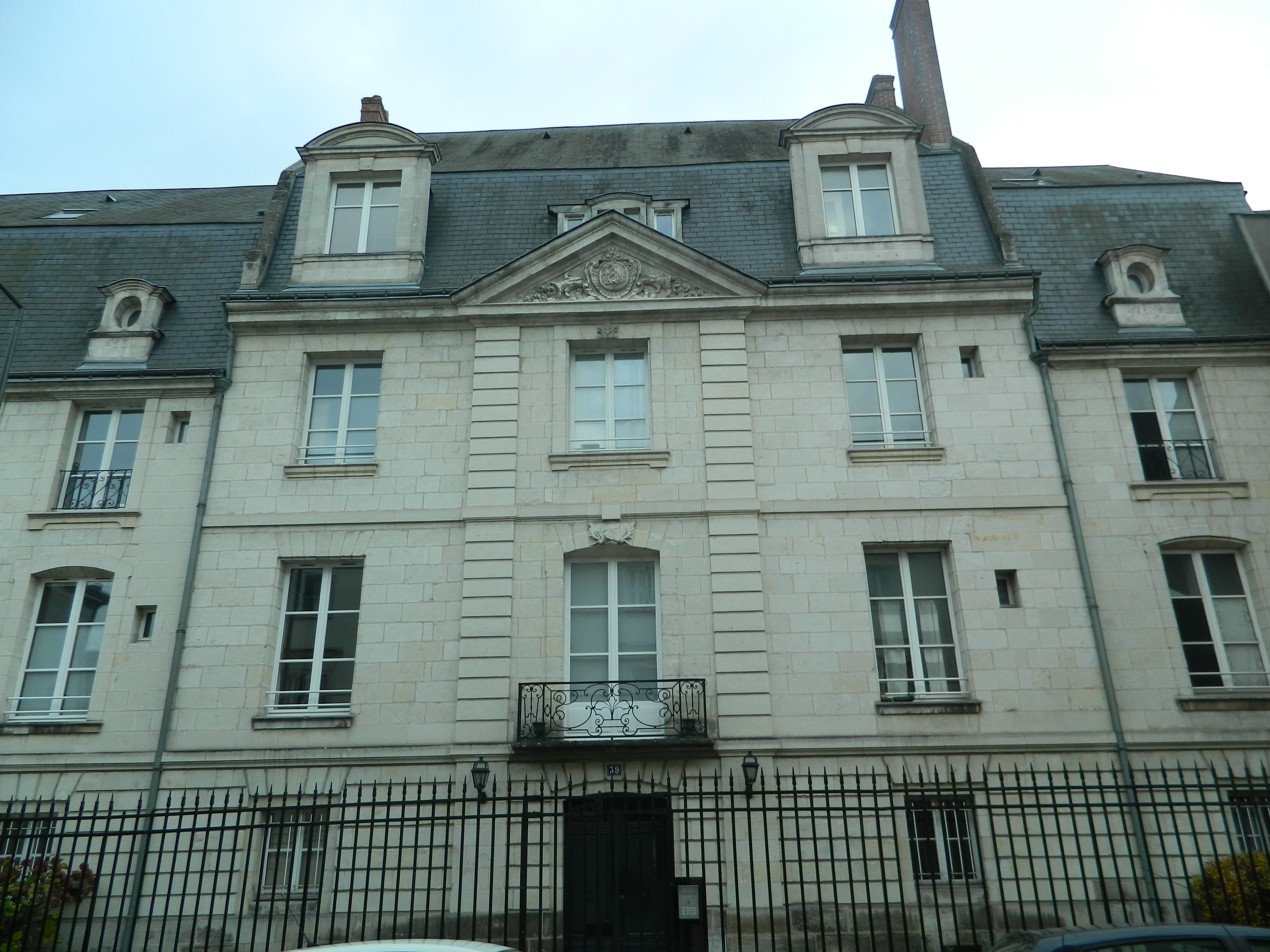